# Rhizophagus nobilis
Rhizophagus nobilis is een keversoort uit de familie kerkhofkevers (Monotomidae). De wetenschappelijke naam van de soort werd in 1893 gepubliceerd door George Lewis.